# Riolo Terme
Riolo Terme is een gemeente in de Italiaanse provincie Ravenna (regio Emilia-Romagna) en telt 5441 inwoners (31-12-2004). De oppervlakte bedraagt 44,5 km², de bevolkingsdichtheid is 121 inwoners per km².
De volgende frazioni maken deel uit van de gemeente: Borgo Rivola, Cuffiano, Isola, Mazzolano, Torranello.

## Demografie
Riolo Terme telt ongeveer 2204 huishoudens. Het aantal inwoners steeg in de periode 1991-2001 met 6,4% volgens cijfers uit de tienjaarlijkse volkstellingen van ISTAT.
| Jaar | Inwoneraantal |
| ---- | ------------- |
| 1991 | 5013          |
| 2001 | 5336          |

## Geografie
De gemeente ligt op ongeveer 98 m boven zeeniveau. Op het grondgebied van de gemeente ligt een deel van het regionaal park Vena del Gesso Romagnola.
Riolo Terme grenst aan de volgende gemeenten: Borgo Tossignano (BO), Brisighella, Casola Valsenio, Castel Bolognese, Faenza, Imola (BO).

## Geboren
- Maurizio Verini (1943), rallyrijder